# 로즈비어줄무늬풀밭쥐
로즈비어줄무늬풀밭쥐(Lemniscomys roseveari)는 쥐과에 속하는 설치류의 일종이다. 잠비아에서 발견되며, 앙골라에서도 서식하는 것으로 추정된다. 자연 서식지는 크립토세팔룸 건조림이다. 서식지 감소로 위협을 받고 있다.